# La Baroche-sous-Lucé
La Baroche-sous-Lucé és un municipi francès situat al departament de l'Orne i a la regió de Normandia. L'any 2007 tenia 388 habitants.

## Demografia

### Població
El 2007 la població de fet de La Baroche-sous-Lucé era de 388 persones. Hi havia 172 famílies de les quals 52 eren unipersonals (28 homes vivint sols i 24 dones vivint soles), 64 parelles sense fills, 48 parelles amb fills i 8 famílies monoparentals amb fills.
La població ha evolucionat segons el següent gràfic:
Habitants censats

### Habitatges
El 2007 hi havia 252 habitatges, 179 eren l'habitatge principal de la família, 40 eren segones residències i 33 estaven desocupats. 249 eren cases i 2 eren apartaments. Dels 179 habitatges principals, 127 estaven ocupats pels seus propietaris, 48 estaven llogats i ocupats pels llogaters i 4 estaven cedits a títol gratuït; 1 tenia una cambra, 8 en tenien dues, 53 en tenien tres, 43 en tenien quatre i 74 en tenien cinc o més. 156 habitatges disposaven pel capbaix d'una plaça de pàrquing. A 95 habitatges hi havia un automòbil i a 66 n'hi havia dos o més.

## Economia
El 2007 la població en edat de treballar era de 246 persones, 184 eren actives i 62 eren inactives. De les 184 persones actives 172 estaven ocupades (100 homes i 72 dones) i 12 estaven aturades (4 homes i 8 dones). De les 62 persones inactives 31 estaven jubilades, 11 estaven estudiant i 20 estaven classificades com a «altres inactius».

### Ingressos
El 2009 a La Baroche-sous-Lucé hi havia 189 unitats fiscals que integraven 410 persones, la mediana anual d'ingressos fiscals per persona era de 13.747 €.

### Activitats econòmiques
Dels 12 establiments que hi havia el 2007, 1 era d'una empresa de fabricació d'altres productes industrials, 5 d'empreses de construcció, 1 d'una empresa d'hostatgeria i restauració, 2 d'empreses financeres, 2 d'empreses de serveis i 1 d'una empresa classificada com a «altres activitats de serveis».
Dels 6 establiments de servei als particulars que hi havia el 2009, 1 era un paleta, 2 guixaires pintors, 2 fusteries i 1 perruqueria.
L'any 2000 a La Baroche-sous-Lucé hi havia 46 explotacions agrícoles que ocupaven un total de 1.537 hectàrees.